# Estrella Carmona
Estrella Carmona Ronzón (Veracruz, México, 10 de mayo de 1962 – Ciudad de México, 9 de mayo de 2011) fue una artista plástica neofigurativa mexicana.

## Primeros años y formación
Carmona Ronzón nació el 10 de mayo de 1962 en Veracruz, México. En el año 1972, a los 10 años, recibió una beca para ingresar a la Escuela de Artes Plásticas de Veracruz por sus grandes aptitudes para el dibujo; estudió en la Escuela de 1972 a 1977. A los 16 años comenzó sus estudios en la Escuela Nacional de Pintura, Escultura y Grabado "La Esmeralda", donde estuvo de 1978 a 1984. Al terminar sus estudios en La Esmeralda, ingresó al Museo de Arte Carrillo Gil, donde dirigió con Luciano Spano un taller de pintura infantil; en este fue momento que inició su producción plástica. A los 27 años recibió una beca para hacer una residencia en la Edward F. Albee Foundation, Inc. de Nueva York.
Además de sus estudios formales en artes, tomó clases de Etnología en la ENAH en 1980, y de Filosofía en el Claustro de Sor Juana en 1981. Más tarde, Carmona Ronzón diría que estaba convencida de que la filosofía debía sustentar su discurso plástico.

## Obra

### Contexto y temas
La obra visual de Estrella Carmona forma parte de la neofiguración mexicana, y explora aspectos como la relación entre tecnología y sociedad (especialmente la deshumanización de las sociedades postindustriales y la crítica al progreso tecnológico), la carrera armamentista y la inteligencia artificial. Su obra se ve influida, filosóficamente, por las lecturas de Nietzsche, Kierkegaard, Schopenhauer y Spinoza; políticamente, por los conflictos armados de la segunda mitad del siglo XX (como la Guerra del Golfo, la Guerra de los Balcanes, las intervenciones estadounidenses en Panamá, Granada, Afganistán e Irak) y las crisis económicas de México (incluyendo las consecuencias del terremoto de 1985); y gráficamente, por el trabajo de José Clemente Orozco.
Carmona produjo sus primeras obras industriales en 1988, explorando un interés enmarcado en el contexto político y económico que vivió, pero que surgió desde su niñez. En sus palabras: "De niña, en Veracruz, me gustaba mucho ir a los astilleros, donde están todos los desechos de los barcos que son como herramientas amplificadas, oxidándose, como dinosaurios de hierro, restos arqueológicos de gigantes. De todo ello salió mi preocupación por la industria, que es como la síntesis de nuestro tiempo, de lo que vive actualmente el hombre". En su obra visual destacan la deshumanización en la era postindustrial, el imperio de la violencia.
Carmona incorporó la imagen humana sólo en su obra tardía, pues antes no sabía cómo despojarla de su significado erótico. Finalmente optó por la sustitución de lo humano, el posthumanismo, mediante la representación de robots y cyborgs.
La crítica en la obra de Carmona no indicaba optimismo u esperanza de salvación: presentaba más bien espíritu apocalítico, desencanto existencial y catastrofismo; ella describía su obra como "posmoderna" y "realista crítica", y reconocía como influyentes en su obra a José Clemente Orozco, Emil Nolde, James Ensor.

### Técnica y particularidades visuales
Su producción incluye animaciones digitales, gráfica en papel, series de dibujos. Favorecía los grandes planos, las formas masivas, las siluetas y los contornos esbozados; en términos de colores, la mezcla del arte monocromático o de la reducción de colores primero, y su enriquecimiento con colores intensos después; asimismo, buscaba contrastes de luz y sombras pronunciadas. Su obra también buscaba el dinamismo mediante "pincelada violenta, ancha, de trazo con espátula y la decisiva presencia de cada gesto".

### Exposiciones individuales
Su obra fue presentada en México en las siguientes muestras individuales:
- Imágenes del insomnio, Galería José María Velasco, primera expo, 1988 (Tesiunam)
- Serie de la Industria (Salón de los Aztecas, 1990)
- Ejercicios de Guerra (Museo Carillo Gil, 1991)
- Microcosmos Fabriles (Galería Café & Arte Monterrey, N. L., 1992)
- El espíritu de las Máquinas (Galería Oscar Román, 1993)
- Encuentros (Instituto Mexicano Norteamericano de Relaciones Culturales, 1993)
- Pintura Reciente (Casa de Cultura “Casa de las Flores”, Tepepan, Xochimilco, México, D. F., 1993)
- Sobre los acantilados de mármol Centro Cultural Jaime Torres Bodet, Zacatenco, IPN., 1993)
- La Fábrica de lo Absoluto (Galería Óscar Román, 1994)
- Arte y Acero (Edificios Corporativos de Altos Hornos de México (AHMSA), GAN, Monclova, Coahuila, 1998)
- Radiaciones (Instituto Veracruzano de cultura, 1999)
- Estatuas Balísticas (Entre Estudio y Galería, Arte Contemporáneo, Puebla, Puebla, 2000)
- Arquitecturas Militares (Centro de Arte El Aire, Galería VM Relaciones, 2001)
- Asbestos (Galería Universitaria Ramón Alva de la Canal, Universidad Veracruzana, Xalapa, Veracruz, 2002)
- El lenguaje de los misiles (Galería Veracruzana de Arte, México, D.F., 2003)
- Posthumano (Galería Casa Principal, IVEC, en la ciudad de Veracruz, Ver., 2008)
- Tempestades de Acero (Póstuma; 2012, Galería Eje).
- Tecnología de Reemplazo (Museo de Antropología de Xalapa -MAX-, 2016)
- Estrella Carmona Homenaje (Galería de Arte Contemporáneo Xalapa -GACX- 2016)
- Obsesión por el Futuro (Galería Andrés Siegel, CDMX, 2016)
- Regimientos del Orden (Galería L, CDMX, 2016-2017)
- Nuevas Configuraciones" (Drexel Galería, MTY, 2017)
- Cuerpos Reciclados (Zsona MACO, 2017)

### Exposiciones Colectivas
- 2011: Colección Salón des Aztecas. MAC-San Luis Potosí.
- 2010: 40 Años de Arte Joven... y los que faltan Museo de Arte Contemporáneo de Aguascalientes
- 2009: Colección Bienal Tamayo 27 años, Galería de Arte Contemporáneo, Puebla, Pue.
- 2008: Mujeres Sin Cuenta, Instituto Cultural de México en San Antonio Texas, EUA,
- 2007: Universos Femeninos, SHCP, MACAY, Museo de Arte Contemporáneo de Yucatán, Yuc.
- 2006: Juntas y revueltas: mujeres en la plástica mexicana, Museo de la Ciudad de México,
- 2005: Not alone, Biblioteca del Congreso de Washington D. C.. Estados Unidos, El éxito de la guerra, Museo Universitario del Chopo, UNAM, Colectiva
- 2004: Pulso de los noventa, Colección MUCA, Arte Contemporáneo, Museo, UNAM.
- 2003: Veinte carbones y una tinta, en el Museo Universitario del Chopo, UNAM, México, D.F., Siglo XX: Grandes Maestros Mexicanos, Prodigios de fin de Siglo, MARCO de Monterrey, N.L.
- 2002: Reactions, Exit Art Gallery, SOHO, Nueva York.
- 2001: Exposición en Taller, ISCP, Nueva York.
- 2000: Vistas y Conceptos, Aproximaciones al Paisaje, Sala Fernando Gamboa, MAM, México, D. F. Homenaje a la Maestra Raquel Tibol, Galería de Arte Raquel Tibol, Universidad del Valle de México, Campus San Rafael, México DF
- 1999: Identidades, Artistas de América Latina y el Caribe, Passage de Retz, París, Francia.
- 1998: Diarios de la Guerra, Participación con el Mural Cinco Continentes y una Ciudad, Museo de la Ciudad de México , D. F.
- 1997: 30 años del Encuentro Nacional de Arte Joven, Museo de Historia Mexicana, Monterrey, N. L.
- 1996: El Autorretrato en México Años Noventa, Museo de Arte Moderno, INBA, CNCA, México, D. F. Homenaje Nacional a David Alfaro Siqueiros, Poliforum Cultural Siqueiros, WTC, México, D. F.
- 1995: 1er Salón Anual de Arte BANCOMER, Centro de Convenciones Bancomer, Col. Xoco, México, D. F.
- 1994: 70 Veces 7, Una Visión de Mujeres, Galería del Estado del Gobierno de Veracruz, Xalapa, Ver.
- 1993: La Pintura Herida, Galería Caixa de Terraza, Barcelona, España, y posteriormente Italia y Yugoslavia.
- 1992: Objetos Metafóricos, México Hoy, Casa de América, España, y Wissenschaftszentrum, Plástica Contemporánea Veracruzana, MUCA, Ciudad Universitaria, UNAM, México, D. F.
- 1991: Las Mujeres en la Plástica Mexicana Contemporánea, Centro Recreativo Xalapeño, Xalapa, Ver. e Instituto Veracruzano de Cultura, CNCA, Veracruz, Ver.
- 1990 Feria Internacional del Arte, Centro de Convenciones, Nueva York, E. U. A. La Toma del Balmori, Salón des Aztecas, Col. Roma, México, D.F.
- 1989: Yo Colecciono, Nuevas Generaciones de la Pintura Mexicana, MACG, INBA, México, D. F.
- 1988: Nuevas Voces de México, Scott Allan Gallery, Nueva York, E.U.A. Nueva Pintura Mexicana Museo Nacional de Bellas Artes, La Habana, Cuba.
- 1987: I Bienal Internacional de Pintura, Cuenca, Ecuador.
- 1986: Bienal Latinoamericana de Arte sobre Papel, República Argentina.
- 1982: Innovaciones en el Grabado, Galería La Esmeralda, ENPEG, INBA, México, D. F. ,
- 1974: Exposición Anual de los Alumnos de la Escuela de Artes Plásticas del INBA, Galería del Museo de la Ciudad, INBA, H. Ayuntamiento de Veracruz, Ver.

## Reconocimiento
Carmona Ronzón fue cuatro veces becaria del Fondo Nacional para la Cultura y las Artes, en el cual también participó como tutora. Fue premiada también por el Salón Nacional de Artes Plásticas y por distintas bienales (como Bienal de Monterrey, Bienal Rufino Tamayo). Fue invitada por la Siderúrgica Altos Hornos de México para la creación de murales alusivos en Monclova, Coahuila, donde permaneció 3 años.
A lo largo de su carrera, tuvo dieciséis muestras individuales (detalladas en sección Obras, más 3 post mortem), y también participó en muestras en otros países: Estados Unidos, Cuba, Chile, Ecuador, España, Francia, República Dominicana, Sudáfrica, así como Italia y Yugoslavia.

## Vida tardía y deceso
En la última década, Estrella fue docente de la escuela en la que cursó su licenciatura, la Escuela Nacional de Pintura Escultura y Grabado "La Esmeralda", y vivió con su compañero, Luiz Eduardo Laufer, con quién estaba casada desde 1996.[cita requerida]
Después de meses de tratamiento, murió víctima de cáncer a los 49 años, un día antes de su cumpleaños 50, en el Hospital General de México. En su legado, deja múltiples obras que exploran la guerra, la relación entre tecnología y sociedad y el neoliberalismo. Con su deceso, "el arte ha perdido a una de las pintoras que buscó la paz haciendo la guerra por medio de los pinceles".